# Seder
| Židé a judaismus |
| Židé • Judaismus • Kdo je Žid |
| Ortodoxní • Konzervativní (Masorti) Progresivní (Reformní - Liberální) • Ultraortodoxní Samaritáni • Falašové • Karaité                                                                                            |
| Etnické skupiny a jazyky |
| Aškenázové • Sefardové • Mizrachim Hebrejština • Jidiš • Ladino • Ge'ez • Buchori |
| Populace (vývoj) |
| Evropa • Amerika • Asie • Afrika • Austrálie |
| Náboženství |
| Bůh • Principy víry • Boží jména 613 micvot • Halacha • Noachidské zákony Mesiáš • Eschatologie |
| Židovské myšlení, filosofie a etika |
| Židovská filosofie Cdaka • Musar • Vyvolenost Chasidismus • Kabala • Haskala |
| Náboženské texty |
| Tóra • Tanach • Mišna • Talmud • Midraš Tosefta • Mišne Tora • Šulchan aruch Sidur • Machzor • Pijut • Zohar |
| Životní cyklus, tradice a zvyky |
| Obřízka • Pidjon ha-ben • Simchat bat • Bar micva Šiduch • Svatba • Ketuba • Rozvod (Get) • Pohřeb Kašrut • Židovský kalendář • Židovské svátky Talit • Tfilin • Cicit • Kipa Mezuza • Menora • Šofar • Sefer Tora |
| Významné postavy židovství |
| Abrahám • Izák • Jákob • Mojžíš Šalomoun • David • Elijáš • Áron Maimonides • Nachmanides • Raši Ba'al Šem Tov • Ga'on z Vilna • Maharal                                                                           |
| Náboženské budovy a instituce |
| Chrám • Synagoga • Ješiva • Bejt midraš Rabín • Chazan • Dajan • Ga'on Kohen (kněz) • Mašgiach • Gabaj • Šochet Mohel • Bejt din • Roš ješiva                                                                      |
| Židovská liturgie |
| Šema • Amida • Kadiš Minhag • Minjan • Nosach Šacharit • Mincha • Ma'ariv • Musaf |
| Dějiny Židů |
| starověk • středověk • novověk |
| Blízká témata |
| Antisemitismus • Gój • Holocaust • Izrael Filosemitismus • Sionismus Abrahámovská náboženství |
| z • d • e |

Sederová večeře (hebrejsky ליל הסדר‎, noc řádu) neboli zkráceně Seder (hebrejsky סדר‎, pořádek, řád) je židovský svátek, rituální večeře sloužící jako připomínka vyvedení Izraele z egyptského otroctví. Sederová večeře má přesně stanovený průběh a pořadí úkonů (odtud její název). Kromě pojídání symbolických pokrmů se předčítají texty z Pesachové Hagady. Seder se koná o prvním večeru (v diaspoře o prvních dvou večerech) svátku Pesach. Základem sederu je biblické nařízení učit děti o významu vysvobození židovského národa z egyptského otroctví.
V onen den svému synovi oznámíš: „To je pro to, co mi prokázal Hospodin, když jsem vycházel z Egypta“.
 Bible, Exodus 13:8

## Sederový stůl
Pro seder musí být prostřeno již před setměním, přičemž se uprostřed stolu ocitá jeden vínem naplněný pohár, který je symbolicky určen proroku Elijášovi.
Na stole připraveném pro sederovou večeři nesmí chybět:
- tři zakryté macesy - představují tři složky lidu Izraele: kohanim (kněze), levijim (levity) a Jisra'el (Izraelity)
- Pesachová hagada (הגדה של פסח‎ Hagada šel Pesach)
- víno - dostatečné množství, aby každý účastník mohl vypít předepsané čtyři poháry
- sederový talíř - (קערה‎, ke'ara)
- pohár na kiduš
- doplňkový maces - nemusí být u stolu
- Elijášův pohár
- slaná voda
- doplňkový maror - nemusí být u stolu

### Sederový talíř

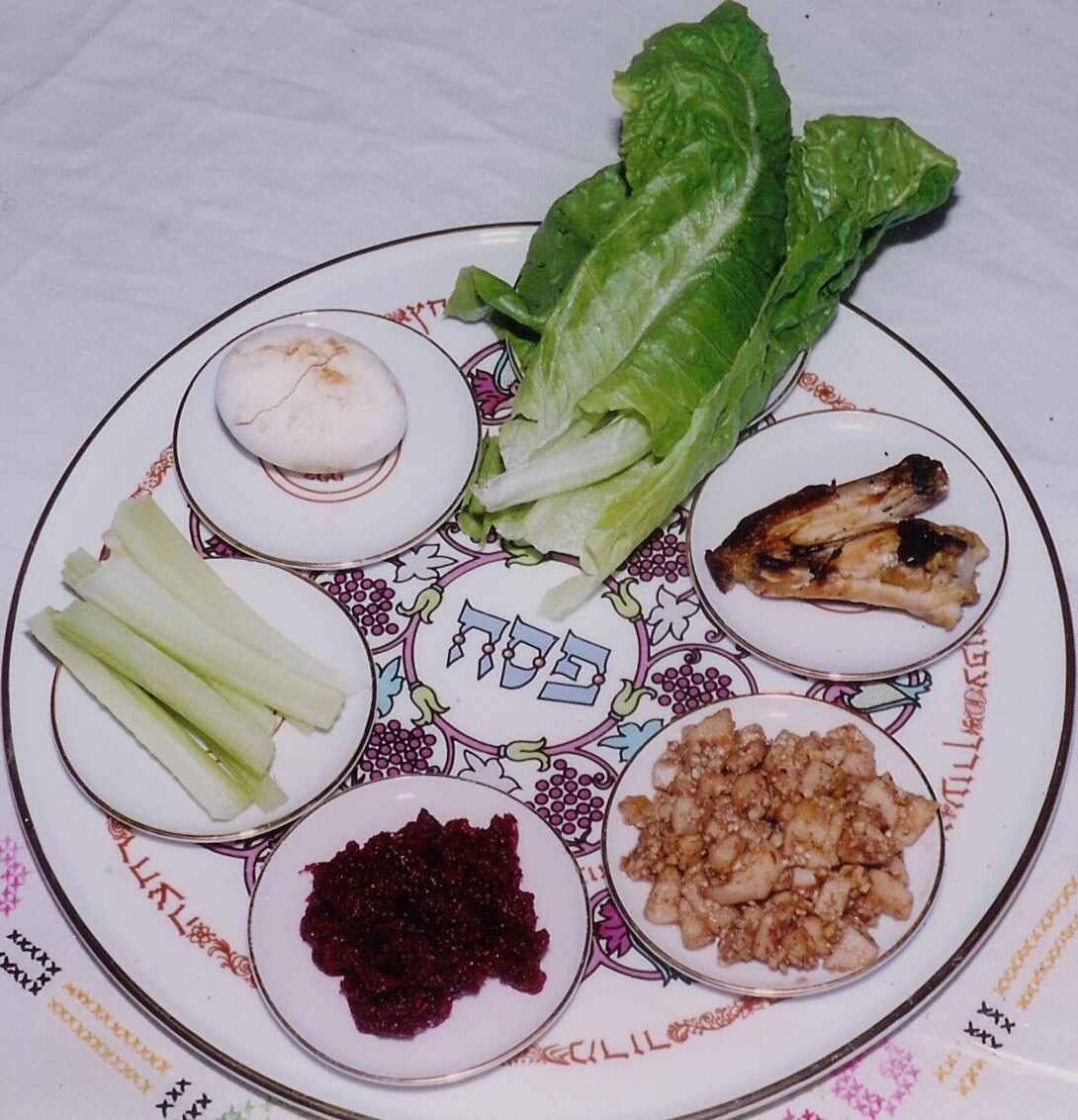
Sederový talíř (maror – římský salát, zro'a – pečená kost, charoset, chazeret (chrejn) (směs křenu, octa, cukru, červené řepy), karpas (řapíkatý celer), bejca)

Sederový talíř, označovaný také jako zdobná mísa, (קערה‎, ke'ara) je používaný při domácím obřadu na Pesach. Středověké opisy aškenázské Hagady představují tuto mísu, poprvé zmíněnou v období Mišny, jako jakýsi kulatý talíř. Existují dochované ukázky z období renesance ze dřeva, keramiky, cínu apod. opatřené příslušnými nápisy a rytinami. Moderní sederové talíře bývají zpravidla měděné či mosazné nebo skleněné a mají zvláštní prohlubně na pokrmy, které předepisuje rituál, či malé misky, do nichž se tyto pokrmy vkládají.
Sederový talíř by měl obsahovat:
- זרוע‎ - zro'a - Opečená kost, která je připomínkou obětního beránka (korban pesach). Mělo by se jednat o kost z beránka, nicméně lze použít třeba opečené kuřecí křídlo nebo krk.
- ביצה‎ - bejca - vejce uvařené natvrdo, symbol nového života a též Izraele, který je přirovnáván ke žloutku, který nikdy zcela nesplyne s bílkem, stejně jako Izrael nikdy nesplynul během pobytu v Egyptě s okolními národy.
- מצה‎ - maca - maces.
- מרור‎ - maror - hořké byliny (např. salát, křen) připomínající hořkost otroctví.
- כרפס‎ - karpas - zelenina (např. ředkvička, brambor, cibule).
- מים‎ - majim - slaná voda připomínající zázrak během přechodu přes Rákosové moře.
- חרוסת‎ - charoset - směs strouhaných jablek, oříšků, mandlí, skořice, zázvoru a červeného vína, připomínající materiál na dělaní cihel, které museli zotročení Izraelité dělat pro faraona.

## Průběh sederu
Seder probíhá v následujícím pořadí:
1. קדש‎ - Kadeš - „posvěcení“, tj. pronesení Kiduš pro svátek
2. ורחץ‎ - Urchac - při němž si „pán domu“ omyje ruce, aby si před dalším obřadem zajistil rituální čistotu
3. כרפס‎ - Karpas - zelenina - petržel nebo ředkev se namáčí ve slané vodě a jí se
4. יחץ‎ - Jachac - rozdělení prostředního macesu, z něhož se bere afikoman (poslední sousto při sederové večeři), který se děti zpravidla snaží „ukrást“, schovat a na konci sederu za něj dostanou „výkupné“ (většinou různé sladkosti apod.)
5. מגיד‎ - Magid - vyprávění příběhu z Hagady a čtyři otázky s následným vyprávěním
6. רחץ‎ - Rechac či Rachca - druhé umytí rukou (tentokrát všech přítomných)
7. מוציא מצה‎ - Moci maca - požehnání nad nekvašeným chlebem, jež se odříkává, aby se splnil předpis
8. מרור‎ - Maror - hořké byliny se namáčejí před pojídáním do charosetu
9. כורך‎ - Korech - snězení „sendviče“ z maroru a nejnižšího macesu podle starověké praxe rabi Hilela
10. שולחן עורך‎ - Šulchan orech - (prostírání stolu) samotná sváteční večeře
11. צפון‎ - Cafun - nalezení a snězení afikomanu
12. ברך‎ - Barech - požehnání po jídle
13. הלל‎ - Halel - čtení Halelu (Žalmy 113 - 118)
14. נרצה‎ - Nirca - závěr sederu

### Kadeš
Doslova „posvěť“. Samotný seder se zahajuje zapálením svátečních svíček nebo světel, po kterém následuje kiduš (požehnání nad pohárem vína). Kiduš pro seder je mírně odlišný, neboť se týká přímo témat svátku Pesach.

#### První pohár
Po kiduš se vypije první pohár vína.

### Urchac
Nyní si pán domu, ve kterém se seder odehrává, a který pronesl kiduš, odchází umýt ruce. V některých tradicích si ruce myjí všichni přítomní, v jiných je toto vyžadováno pouze od představeného domácnosti. Neříká se žádné požehnání, které je za normálních okolností obvyklé.

### Karpas
Každý z účastníků namočí kus zeleniny do slané vody a sní jej. Slaná voda připomíná slzy Izraelitů, které prolili v egyptském otroctví. Sefardští židé namáčejí někdy karpas do vína nebo do charosetu.

### Jachac
Prostřední ze tří macesů je rozlomen a větší polovina je dána stranou jako afikoman (zákusek). Děti se snaží jej ukrást a po sederu za něj dostat výkupné v podobě sladkostí. Tento rituál byl jako řada dalších ustanoven k udržení pozornosti dětí po celou dobu sederu. Menší polovina macesu se vrátí zpět mezi ostatní dva.

### Magid
Vyprávění, čtení z Pesachové hagady, které popisuje vysvobození z egyptského otroctví, i události mnohem pozdější s tematikou vykoupení nebo které se vztahují jiným způsobem ke svátku Pesach. Mezi nejznámější pasáže patří následující:

#### Čtyři otázky
Toto vyprávění začíná dvěma odstavci - Ha lachma anja (aramejsky הא לחמא ענייא‎, „toto je chudý chléb“ - vztahuje se k macesům) a čtyřmi otázkami, které pokládá nejmladší účastník sederu. tyto otázky se nazývají podle úvodních slov Ma ništana (מה נשתנה‎, „čím se liší“, „co odlišuje“) a zní:
- Čím se tato noc liší od všech ostatních
  - že o jiných nocích nenamáčíme (zeleninu do slané vody) ani jednou a této noci dvakrát
  - že každou noc jíme kvašené i nekvašené, ale tuto noc pouze nekvašené (maca)
  - že každou noc jíme všechny druhy zeleniny, ale tuto noc pouze hořké (maror)
  - že každou noc sedíme nebo si hovíme, ale tuto noc si pouze hovíme (vychází z římského zvyku stolovat vleže, opření o pravou ruku, neboť takový byl zvyk u svobodných lidí, dnes má symbolický význam, že tuto noc jsou všichni účastníci sederu svobodní lidé)

Pátá otázka, která měla být původně mezi druhou a třetí, zní:
- že každou noc jíme maso pečené nebo vařené, ale tuto noc pouze pečené (symbolizuje zro'a)

#### Rány
Deset ran egyptských je připomenuto symbolicky tak, že každý účastník namočí do svého poháru s vínem prst nebo příbor a ukápně kapku vína na talíř při každé ráně. Tyto jsou:
- Krev - proměnění egyptských vod v krev (Exodus 7,14-25)
- Žáby - seslání žab, které zamořily zemi (Exodus 7,26-8:11)
- Štěnice (Exodus 8,12-15)
- Mouchy - invaze komárů a much (Exodus 8,16-28)
- Mor - dobytčí mor (Exodus 9,1-7)
- Vředy - hnisavé vředy, které postihly zvířata i lid (Exodus 9,8-12)
- Krupobití - krupobití (někdy popisováno jako „padající oheň“), které zničilo úrodu a pobilo i zvířata (Exodus 9,35)
- Kobylky - hejna žravých kobylek, která zničila úrodu v Egyptě (Exodus 10,1-20)
- Tma - která padla na Egypt na tři dny (Exodus 10,21-29)
- Pobití prvorozených - kdy zemřeli během jediné noci všichni prvorození Egypta od zvířete až po faraonova syna (Exodus 11,1-12,36)

#### Druhý pohár
Po vyjmenování deseti ran se zpívá píseň Dajenu (dosl. „Nám by to stačilo“) jako připomínka toho, že cílem vysvobození z Egypta nebylo způsobit Egypťanům utrpení a že i kdyby Bůh provedl pouze jeden z těchto zázraků, Izraeli by to stačilo.

### Rachac
Rituální umytí rukou, tentokrát všech přítomných a za pronesení požehnání.

### Moci maca
Tradiční poženání nad chlebem, tentokrát ovšem nad chlebem nekvašeným.

### Maror
Maror se namočí do charosetu jako připomínka hořkosti otroctví a otrocké práce, kterou Izraelité v Egyptě vykonávali.

### Korech
Maror se jí společně s kouskem macesu na způsob sendviče jako připomínka Hilela, který měl takto ve zvyku jíst maror na sederovou večeři.

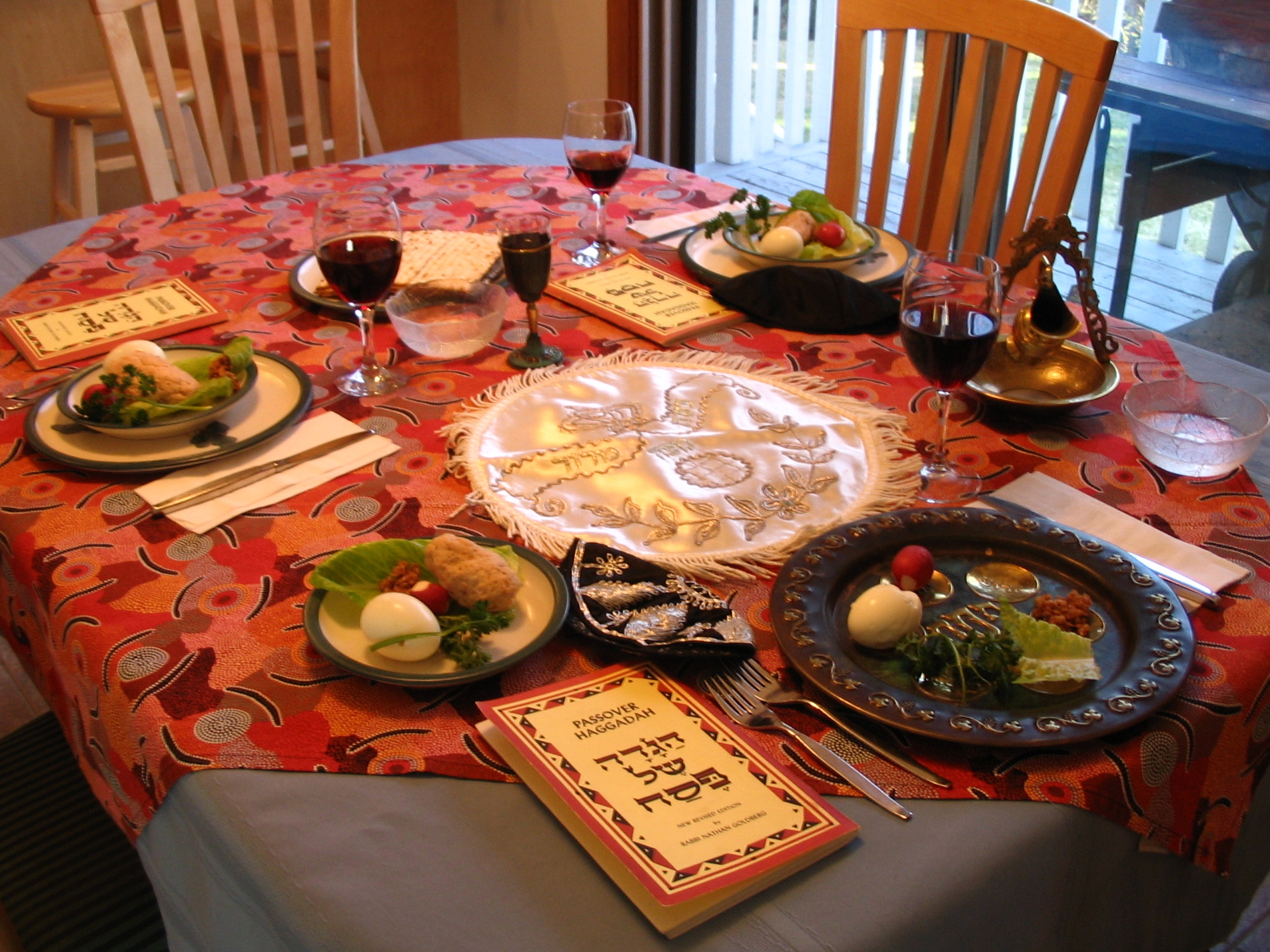
Připravený stůl pro sederovou večeři.

### Šulchan orech
Doslova prostřený stůl, samotná slavnostní hostina. Tradiční jídla jsou různá, od drůbeže až po gefilte fiš. Jedním z tradičních jídel mezi aškenázskými židy je polévka s macesovými knedlíčky.

### Cafun
Afikoman je „vykoupen“ od dětí a sněden jako poslední jídlo sederové noci.

### Barech
Po skončení hostiny se říká požehnání po jídle.

#### Třetí pohár
Po pronesení požehnání po jídle se jako pohár požehnání vypije třetí pohár vína.

#### Pohár pro Elijáše
V této chvíli se naplní pátý pohár pro proroka Elijáše, který symbolizuje příchod Mesiáše a vykoupení a otevřou se pro něj symbolicky dveře.

### Halel
Recituje se tzv. velký Halel (Žalmy 113 - 118).

#### Čtvrtý pohár
Po skončení recitace Halelu se vypije čtvrtý pohár, říká se příslušné požehnání.

### Nirca
Zakončení sederu tradičními písněmi jako např. Chad gadja nebo Echad mi jode'a. V některých obcích se během noci čte Píseň písní.